# Ponad wszelką wątpliwość (powieść)

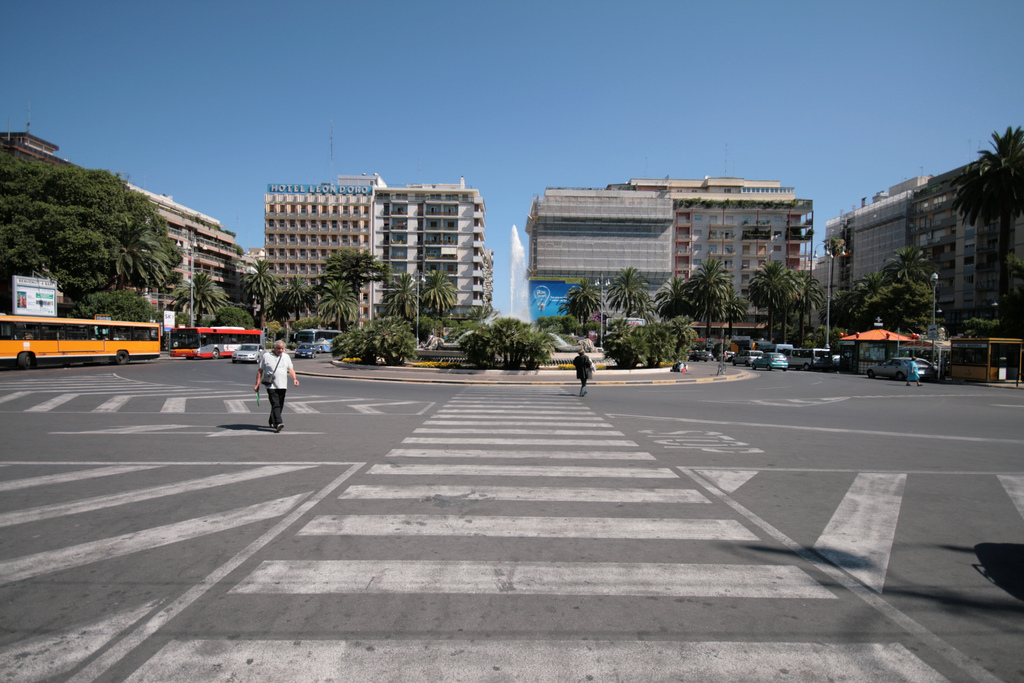
Bari - centralne miejsce akcji powieści

Ponad wszelką wątpliwość (wł. Ragionevoli dubbi, czyli dosł. Uzasadnione wątpliwości) – powieść (kryminał sądowy) włoskiego pisarza Gianrico Carofiglio - trzecia część cyklu z mecenasem Guido Guerrierim. Książka została wydana w 2006, a polskie tłumaczenie ukazało się w 2010.

## Treść
Akcja powieści rozgrywa się przede wszystkim w rodzinnym mieście autora - Bari, a pewne sceny nawiązują do wydarzeń w Rzymie, Foggi i Reggio di Calabria. Guerrieri podejmuje się obrony Paolo Paolicellego, który jest oskarżony o przemyt kokainy z Czarnogóry. Sprawa jest pozornie beznadziejna, a dowody jednoznacznie obciążają klienta. W trakcie postępowania dochodzi do romansu między Guerrierim a żoną Paolicellego - Natsu Kawabatą. Dodatkowym wątkiem są wspomnienia z wczesnej młodości, kiedy to mecenas był członkiem lewicujących ruchów młodzieżowych i został pobity przez grupę neofaszystów, której członkiem był Paolicelli (czego ten nie pamięta). 

## Inne powieści z Guido Guerrierim
- Świadek mimo woli (Testimone Inconsapevole, 2002; wyd. polskie 2008)
- Z zamkniętymi oczami (Ad occhi chiusi, 2003; wyd. polskie 2009)